# Kornelia Ender
Kornelia Ender, també coneguda amb el noms de Kornelia Matthes-Ender o Kornelia Grummt-Ender, (25 d'octubre de 1958 a Plauen, Saxònia, República Democràtica Alemanya) és una exnedadora alemanya que va guanyar vuit medalles olímpiques (quatre d'elles d'or) i va batre 27 rècords del món.

## Inicis
Kornelia Ender va començar a nedar als 10 anys quan el pediatre va aconsellar la seva mare que la portés a nedar per corregir una lleugera desviació de maluc. La seva progressió va anar tan espectacular que amb tan sols 13 anys ja es va donar a conèixer al món en els Jocs Olímpics d'Estiu de 1972. Encara que no va guanyar cap medalla d'or, va deixar constància del seu enorme talent i va obtenir tres medalles d'argent, en les proves de 200 m estils i de relleus 4 x 100 lliures i 4 x 100 estils.
A partir d'allí i durant els següents quatre anys no va tenir rival en les proves de velocitat. Primer en els Campionats del món de Belgrad 1973 on va obtenir quatre medalles d'or el 100 lliures, 100 papallona, 4 x 100 lliures i 4 x 100 estils. A més en va sumar una de plata en els 200 m estils.
Sense majors problemes va tornar a aconseguir uns altres quatre triomfs en els europeus de Viena 1974 (100 lliures, 200 lliures, 4 x 100 lliures i 4 x 100 estils). En els Campionats del món de Cali 1975, es va tornar a mostrar intractable amb uns altres quatre ors en les mateixes proves que havia guanyat en Belgrad '73 (100 lliures, 100 papallona, 4 x 100 lliures i 4 x 100 estils), i de nou com en aquella ocasió sumant una altra medalla d'argent, ara en els 200 m lliures on va ser derrotada per l'americana Shirley Babashoff, eterna segona classificada que aquesta vegada va obtenir per fi la seva recompensa de l'or. Pels seus triomfs a Cali, Kornelia Ender va ser elegida la millor esportista del món de 1975.

## Jocs de Mont-Real del 1976
La consagració definitiva de Kornelia Ender i l'actuació per la qual és recordada com una de les millors, si no la millor, nedadora de la història va ser en els Jocs Olímpics d'Estiu de 1976, que serien a més els del seu comiat de la competició, malgrat no haver complert fins i tot els 18 anys.
Si en categoria masculina el rei de la piscina va ser el nord-americà John Naber, en la femenina la reina absoluta va ser la rossa alemanya Kornelia Ender, que va sumar quatre medalles d'or el 100 lliures, 200 lliures, 100 papallona i 4 x 100 estils, batent en cada una d'aquestes proves el corresponent rècord del món. Com a dia històric se'n recorda dijous 22 de juliol, quan en el lapse d'amb prou feines 25 minuts va ser capaç de guanyar les proves de 100 papallona i 200 de lliures amb rècord mundial inclòs. Fins i tot va poder obtenir Kornelia una cinquena medalla d'or en aquests Jocs, però l'equip alemany de relleus 4 x 100 lliures encapçalat per Ender va ser derrotat pels Estats Units la principal relevista del qual era Shirley Babashoff, de manera que la RDA va haver de conformar-se amb la plata.
Kornelia Ender va anar, junt amb la gimnasta Nadia Comăneci i el nedador John Naber, les grans estrelles dels Jocs de Mont-real. Després d'aquest èxit, i sense haver complert els 18 anys, Ender va anunciar la seva retirada de l'esport. Dos anys després es va casar amb el nedador Roland Matthes, també campió olímpic, encara que temps després de van divorciar. Es casà en segones núpcies amb l'atleta Steffen Grummt
En amb prou feines cinc anys de competicions, a més dels seus quatre oros olímpics, vuit mundials i quatre europeus, Kornelia Ender va establir 27 rècords mundials: deu vegades el dels 100 lliures, cinc vegades el dels 100 papallona, quatre vegades el dels 200 lliures, dues vegades el dels 200 estils, una vegada el de 100 esquena, dues vegades el de 4 x 100 lliures i tres vegades el de 4 x 100 m. Per tot això és considerada com una de les millors nedadores de la història.